# Белендорф
Белендорф (нем. Behlendorf) — община в Германии, в земле Шлезвиг-Гольштейн. 
Входит в состав района Герцогство Лауэнбург. Подчиняется управлению Беркентин.  Население составляет 389 человек (на 31 декабря 2010 года). Занимает площадь 10,25 км².